# Codex Vaticanus Graecus 64
Der Codex Vaticanus Graecus 64 ist eine Handschrift im Besitz der Bibliothek des Vatikans. Der Pergamentcodex hat ein Format von 318 × 205 Millimetern, besteht aus 289 Seiten und wurde um das Jahr 1270 verfasst. Er stammt aus Thessaloniki und enthält eine Sammlung von 35 Briefen, die als Sokratikerbriefe bekannt sind und im 2. oder 3. Jahrhundert n. Chr. von verschiedenen Autoren verfasst wurden.
Vom Codex Vaticanus Graecus 64 sind alle anderen Textzeugen der Sokratikerbriefe abhängig. Die Handschrift war auch grundlegend für die Editio princeps der Sokratikerbriefe, die 1637 von Leone Allacci herausgegeben wurde.